# Kit de desarrollo nativo
Un Kit de desarrollo nativo o NDK (siglas en inglés de Native Development Kit) es un kit de desarrollo de software basado en una Interfaz de programación de aplicaciones nativa (API) que permite desarrollar software directamente en una plataforma a diferencia de hacerlo a través de una máquina virtual.
Crear software sobre una máquina virtual es mucho más sencillo que en un kit de desarrollo nativo. Sin embargo, las ventajas de usar un kit de desarrollo nativo es que éste permite a los desarrolladores más opciones y puede ofrecer un considerable aumento en el rendimiento.